# تپویی
تپویی (به اسپانیایی: Tepuy) یک منطقهٔ مسکونی در ونزوئلا است.